# Belo Selo
Belo Selo – wieś w Chorwacji, w żupanii primorsko-gorskiej, w gminie Fužine. W 2011 roku liczyła 50 mieszkańców.